# Lablab
Lablab  (лат.) — олиготипный род травянистых, зачастую вьющихся, растений семейства Бобовые (Fabaceae), включающий только два вида.
Виды:
- Lablab prostrata R.Br.
- Lablab purpureus (L.) Sweet typus

Род примечателен в первую очередь широко распространённым в культуре видом Лобия (Lablab purpureus), относимым ранее к роду Долихос (Dolichos), и известным под многими другими названиями, как «Долихос лаблаб», или «гиацинтовые бобы», или «египетские бобы». 
Второй менее распространённый вид происходит из Западной Австралии.